# Ліза Вестергоф
Ліза Вестергоф  (нід. Lisa Westerhof, 2 листопада 1981) — нідерландська яхтсменка, олімпійка.

## Виступи на Олімпіадах
| Олімпіада   | Дисципліна | Місце |
| ----------- | ---------- | ----- |
| Афіни 2004  | Клас 470   | 9     |
| Лондон 2012 | Клас 470   | 3     |